# Nixdorf Computer

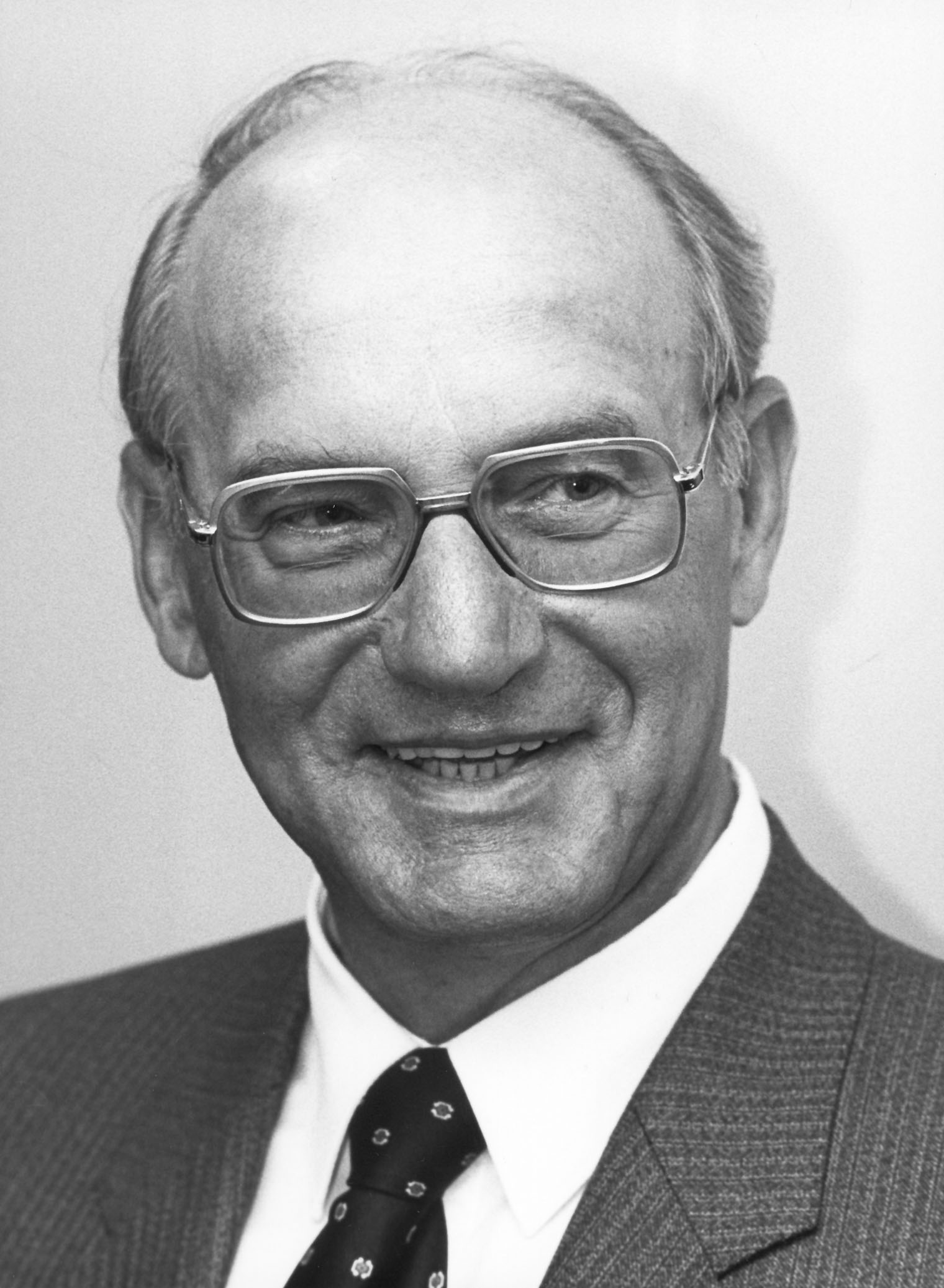
Heinz Nixdorf

Nixdorf Computer AG was een West-Duits computerbedrijf met hoofdkantoor in Paderborn dat in 1952 werd opgericht door Heinz Nixdorf. Het bedrijf groeide uit tot het vierde grootste computerbedrijf in Europa en was een wereldwijde specialist in bank- en kassasystemen.

## Geschiedenis

### Labor für Impulstechnik
Toen Heinz Nixdorf bij Remington Rand aan de ontwikkeling van eenvoudige telapparaten werkte, realiseerde hij zich het marktpotentieel van deze rekenmachines, waarop hij zijn concept van een elektronische computer op basis van radiobuizen aan een aantal grote bedrijven presenteerde. Hij sleepte een contract van 30.000 DM in de wacht om een elektronische computer te ontwikkelen voor de Rheinisch-Westfälische Elektriciteitswerken (RWE) en richtte op 1 juli 1952 Labor für Impulstechnik (Nederlands: Laboratorium voor impulstechnologie) op. Datzelfde jaar leverde het bedrijf zijn eerste rekenmachine aan RWE. Door het succes van deze eerste rekenmachines kon Labor für Impulstechnik daarna ook aan andere grote bedrijven leveren, waaronder Wanderer-Werke in Keulen en Compagnie des machines Bull in Parijs. In 1954 verhuisde het bedrijf naar een grotere kantoorlocatie in Essen. Het bedrijf bracht veel innovatieve producten op de markt, zoals de Wanderer Conti, de eerste bureaurekenmachine met ingebouwde printer, en de Nixdorf-Universalcomputer 820. Door de snelle expansie verhuisde het bedrijf een jaar later naar Paderborn en in 1961 nam het zijn intrek in zijn eerste eigen gebouw. In 1967 besloot Nixdorf om niet meer alleen als leverancier te werken, maar de producten ook zelf te gaan verkopen. Het bedrijf kreeg in 1968 grote bekendheid met de aankoop en overname van zijn grootste klant, Wanderer-Werke in Keulen.

### Oprichting van Nixdorf Computer AG
Met de aankoop van de Wanderer-aandelen in 1968 volgde de fusie tussen het voormalige Wanderer-Werke en Labor für Impulstechnik tot Nixdorf Computer AG op 1 oktober van datzelfde jaar. De vestigingsplaats was Paderborn. Door de elektronische gegevensverwerking als nieuw concept had het bedrijf snel succes. Producenten als IBM hadden vertrouwen in mainframes, maar Heinz Nixdorf zag in dat mainframes voor veel bedrijven te duur waren, dus presenteerde hij de Nixdorf 820, een betaalbare computer voor kantoorgebruik.
Later vestigde Nixdorf Computer AG zich ook in de Verenigde Staten en in Japan. In de jaren 70 groeide Nixdorf Computer uit tot marktleider op de markt van midrange computers in Duitsland en was het het vierde grootste computerbedrijf in Europa met dochterondernemingen in Duitsland, Ierland, Spanje, de Verenigde Staten en Singapore. In 1972 was het vertegenwoordigd in 22 landen.
In 1975 lanceerde het bedrijf een nieuwe generatie systemen: de 88xx-lijn. Deze waren zeer succesvol en in 1978 bedroeg de omzet van Nixdorf Computer een miljard DM, met meer dan 10.000 werknemers wereldwijd.
In 1980 kocht Nixdorf een Amerikaanse leverancier van IBM mainframesoftware, The Computer Software Company (TCSC), dat vervolgens de Nixdorf Computer Software Company (NCSC) werd, een dochteronderneming van Nixdorf. De producten van TCSC omvatten Edos en Edos/VS, een eigen besturingssysteem voor IBM en IBM-compatibele mainframes. TCSC beschikte ook over een licentie om de DATACOM/DB-database van Applied Data Research (ADR) onder dit besturingssysteem te draaien, een licentieovereenkomst die Nixdorf na de aankoop van TCSC wilde voortzetten. Er volgde een rechtszaak tussen ADR en NCSC over de vraag of de licentieovereenkomst door de overname werd beëindigd. De bedrijven schikten in 1981 buiten de rechtbank met een overeenkomst dat Nixdorf de producten van ADR mocht blijven doorverkopen.
Door de snelle groei had Nixdorf Computer meer geld nodig. Nixdorf weigerde een bod van VW maar ging in zee met Deutsche Bank, die voor 200 miljoen DM een belang van 25 procent in Nixdorf verwierf. Later trok het bedrijf naar de beurs en met het nieuwe kapitaal werden de productiecapaciteiten in de fabrieken in Duitsland en daarbuiten uitgebreid.
In 1985 bedroeg de omzet van Nixdorf Computer 4 miljard DM, met een nettowinst van 172 miljoen. Op dat moment had het bedrijf 23.000 werknemers in 44 landen. Heinz Nixdorf stierf op 17 maart 1986 aan een hartaanval op CeBIT in Hannover.
Heinz Nixdorf werd opgevolgd door Klaus Luft, die in het eerste jaar enkele records neerzette: de omzet bedroeg 5 miljard DM en Nixdorf Computer had 30.000 werknemers. Maar het bedrijf kon de evolutie van de computertechnologie niet bijhouden en miste belangrijke ontwikkelingen zoals de opmars van de personal computer en de vraag naar open systemen. Vanaf 1988 begon Nixdorf Computer de verliezen op te stapelen.
In 1989 besloot Nixdorf Computer zich terug te trekken uit de IBM-compatibele mainframemarkt om zich op Unix te richten. Het droeg zijn Nixdorf 8890-lijn van IBM-mainframeklonen over aan Comparex Informationssysteme GmbH. Hoewel Comparex bereid was de hardware-activiteiten over te nemen, wilde het niet de verantwoordelijkheid dragen voor het onderhouden van Nixdorfs Edos-besturingssysteem (een afsplitsing van IBM's DOS/VS-besturingssysteem) en gaf het er de voorkeur aan dat zijn klanten mainframebesturingssystemen van IBM kochten. Daarop besloot Nixdorf Computer om alle ontwikkelingen aan de volgende release van Edos te annuleren.

### Overname door Siemens
Op 1 oktober 1990 nam Siemens de aandelen van Nixdorf over en volgde de fusie tussen Nixdorf Computer en de computerdivisie van Siemens tot Siemens Nixdorf Informationssysteme (SNI). In Paderborn werden datzelfde jaar duizenden mensen ontslagen, omdat Siemens het bedrijf wilde stroomlijnen. SNI werd het grootste computerbedrijf van Europa.
In oktober 1999 werd SNI overgenomen door Kohlberg Kravis Roberts & Co. en Goldman Sachs Capital Partners. De naam werd gewijzigd in Wincor Nixdorf. Sinds 2004 is het bedrijf beursgenoteerd. Het produceert geldautomaten, kassasystemen en statiegeldautomaten. In 2016 fuseerde Wincor Nixdorf met Diebold, Inc. tot Diebold Nixdorf.

## Producten
Een selectie van productlijnen uitgebracht door Nixdorf Computer:

### Systeemfamilies 620 tot 880

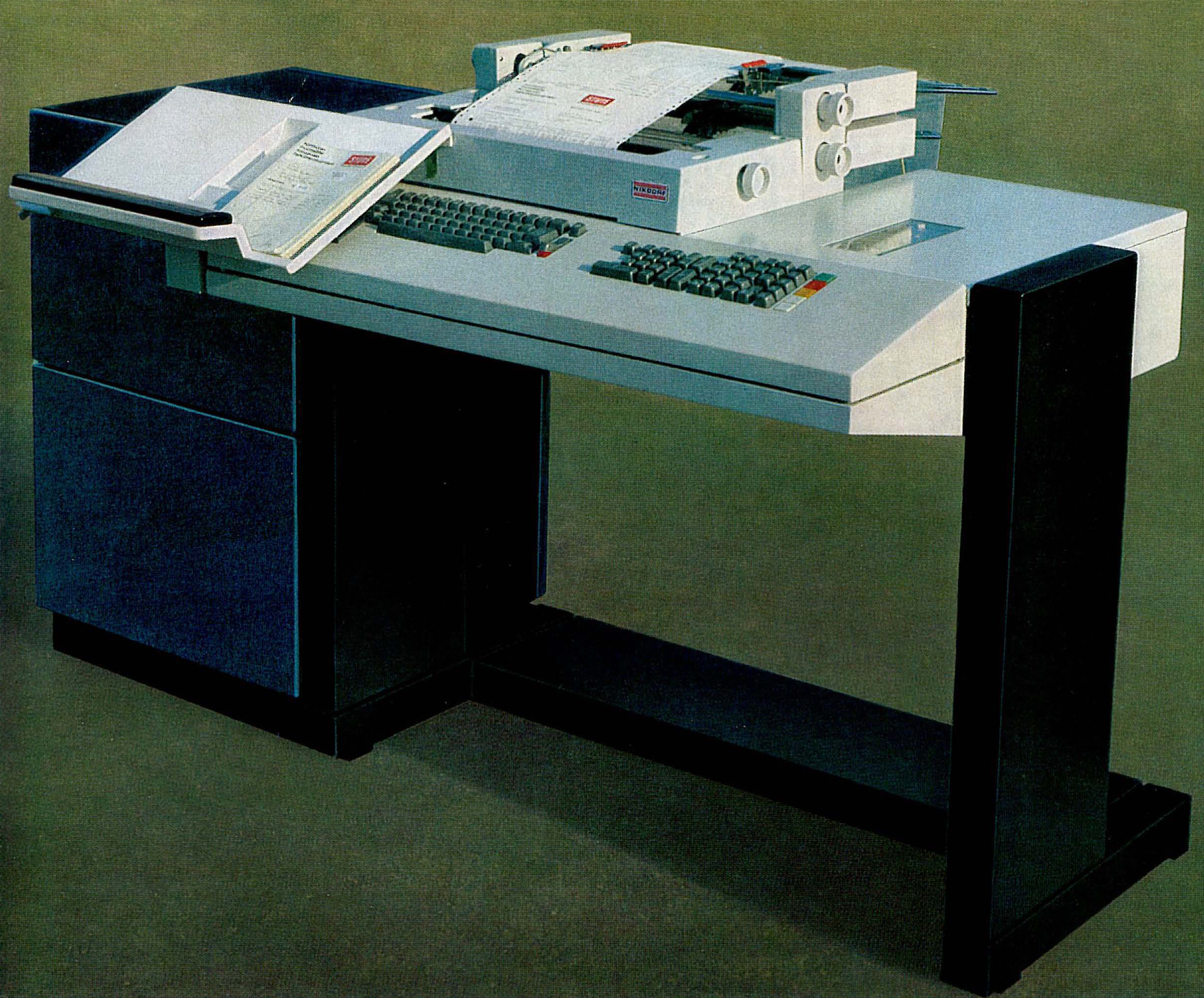
Nixdorf 820 (1968)

- Systeemfamilie 620 (1974-1984): Een data-invoersysteem dat ontworpen werd voor gecentraliseerde en gedecentraliseerde gegevensverzameling in het bedrijfsleven en bij overheidsinstellingen, banken en verzekeringsmaatschappijen. Het systeem was gebaseerd op technologie van de Amerikaanse computerfabrikant Entrex.[15]
- Nixdorf 820 (1968-1979): Gebouwd met halfgeleidertechnologie, gebruikte vroege siliciumtransistoren, in combinatie met door IBM geleverde terminals met letterbal. Er waren verschillende modellen beschikbaar voor verschillende markten.[16]
- Nixdorf 840 (1973-1979): Verdere ontwikkeling van de Nixdorf 820-computer. Naast de bekende toepassingsmogelijkheden van de 820 bood de 840 de mogelijkheid tot directe gegevensverwerking en gegevensoverdracht op afstand, waardoor de 840 in staat was om te communiceren met andere IT-systemen in het datacenter. Matrixprinters werden gebruikt als uitvoerapparaten.[17]
- Nixdorf 880 (1972-1975): Eerste Nixdorf-computerserie die gebruik maakte van magnetische schijven.[18]

### Systeemfamilie 88xx en andere producten

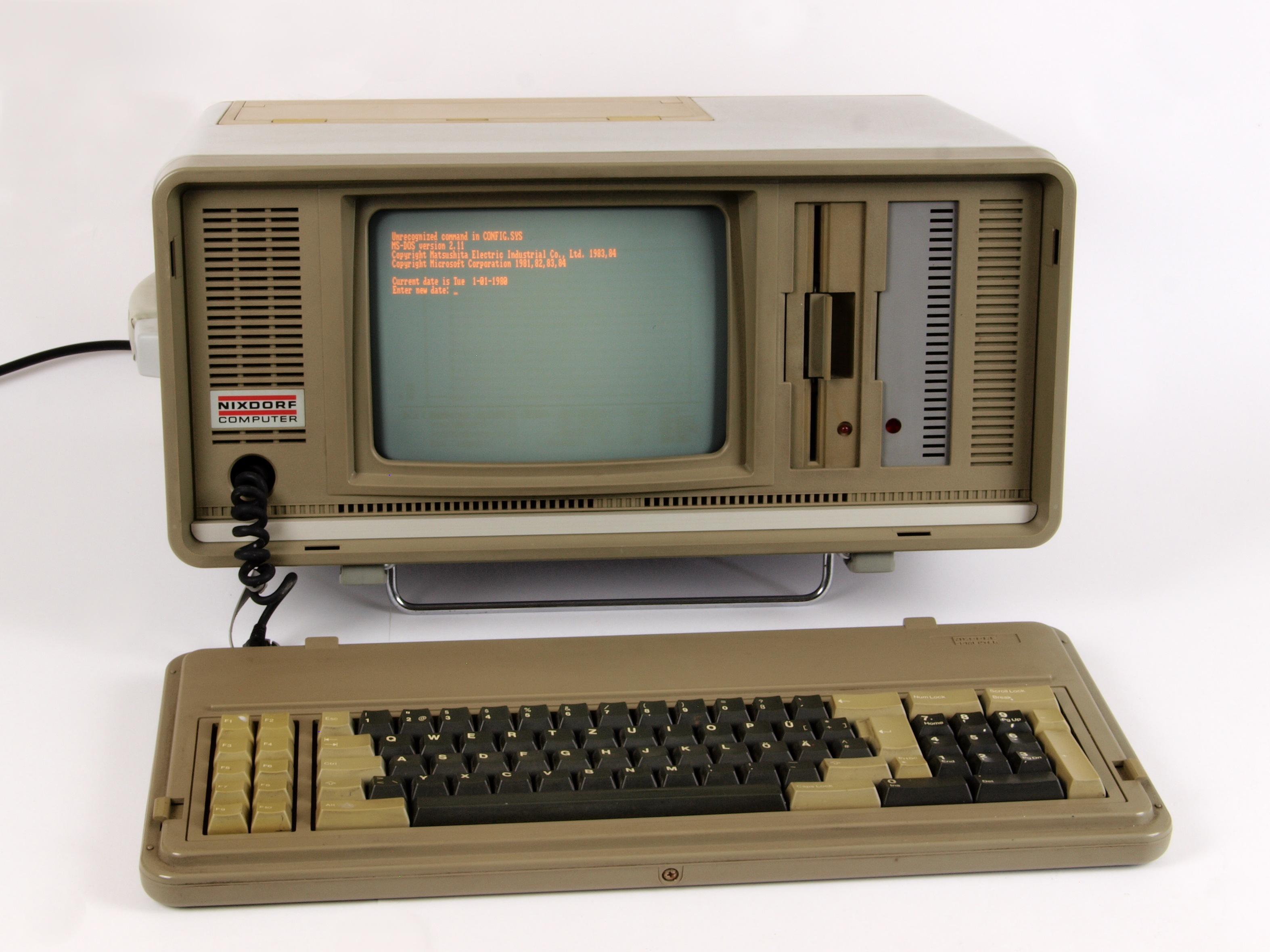
Nixdorf 8810/25 (1983)

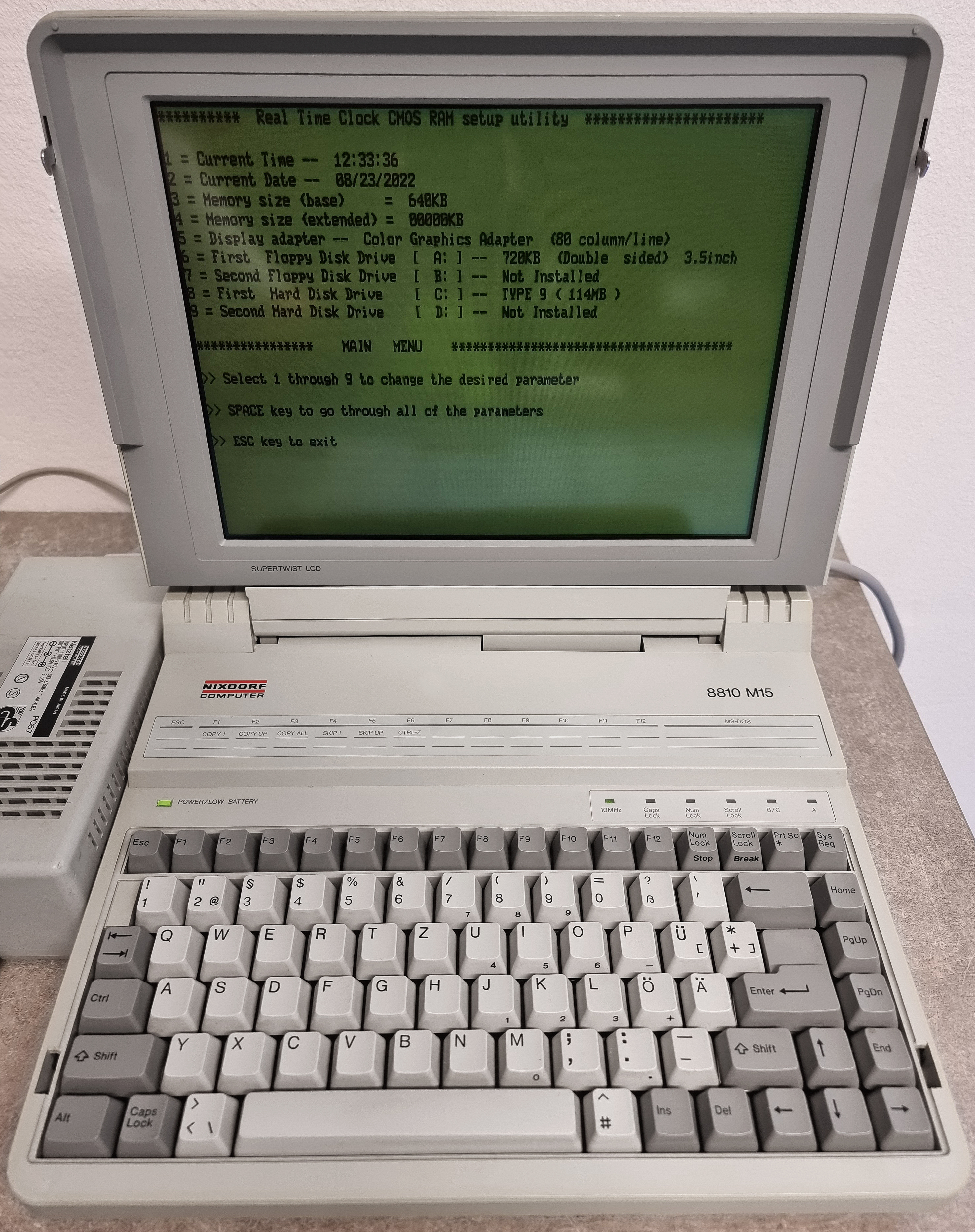
Nixdorf 8810 M15 (1985)

- Nixdorf 8810 (vanaf 1983): IBM PC-compatibele personal computers die MS-DOS draaiden. De 8810-serie bestond uit diverse modellen: de 8810/25 draagbare computer met geïntegreerde thermische printer, de 8810/35, 8810/55 en 8810-M desktopcomputers en de 8810/16 en 8810/20 laptops.[19]
- Nixdorf 8811 (1975-1979): Datatel-systeem dat uitgerust was met een toetsenblok en een LED-display en directe toegang bood tot een computer via de telefoonlijn. Met het systeem, dat bedoeld was voor gebruik in een kantooromgeving, kon informatie opgevraagd worden die vervolgens op het display weergegeven werd of op een printer afgedrukt werd. Omdat het systeem geen goedkeuring van de Deutsche Bundespost kon krijgen om op het telefoonnetwerk te worden aangesloten, kon het alleen worden gebruikt op interne telefoonsystemen, wat het succes op de markt beperkte.[20]
- Nixdorf 8818 (1982): Een ISDN telefooncentrale.[20] Nixdorf was het eerste Duitse bedrijf dat een dergelijk systeem aanbood dat goedgekeurd was door de Bundespost. Modellen 80-600 ondersteunden 30-3000 terminals en stonden maximaal 246 gelijktijdige gesprekken toe, inclusief conference calls met 6 deelnemers. Meerdere fysiek gescheiden 8818-systemen konden worden samengevoegd tot één logisch systeem. Compatibele opvolgers werden verkocht tot 2006.
- Nixdorf 8862 en 8812 (1976): De 8812 was een geautomatiseerd kassasysteem voor de detailhandel en horeca. In combinatie met het 8862-systeem was het een compleet voorraadbeheersysteem.[21]
- Nixdorf 8890 (1985): Een gerebadged IBM Systeem/370- en Systeem/390-compatibel systeem van Hitachi.[22]

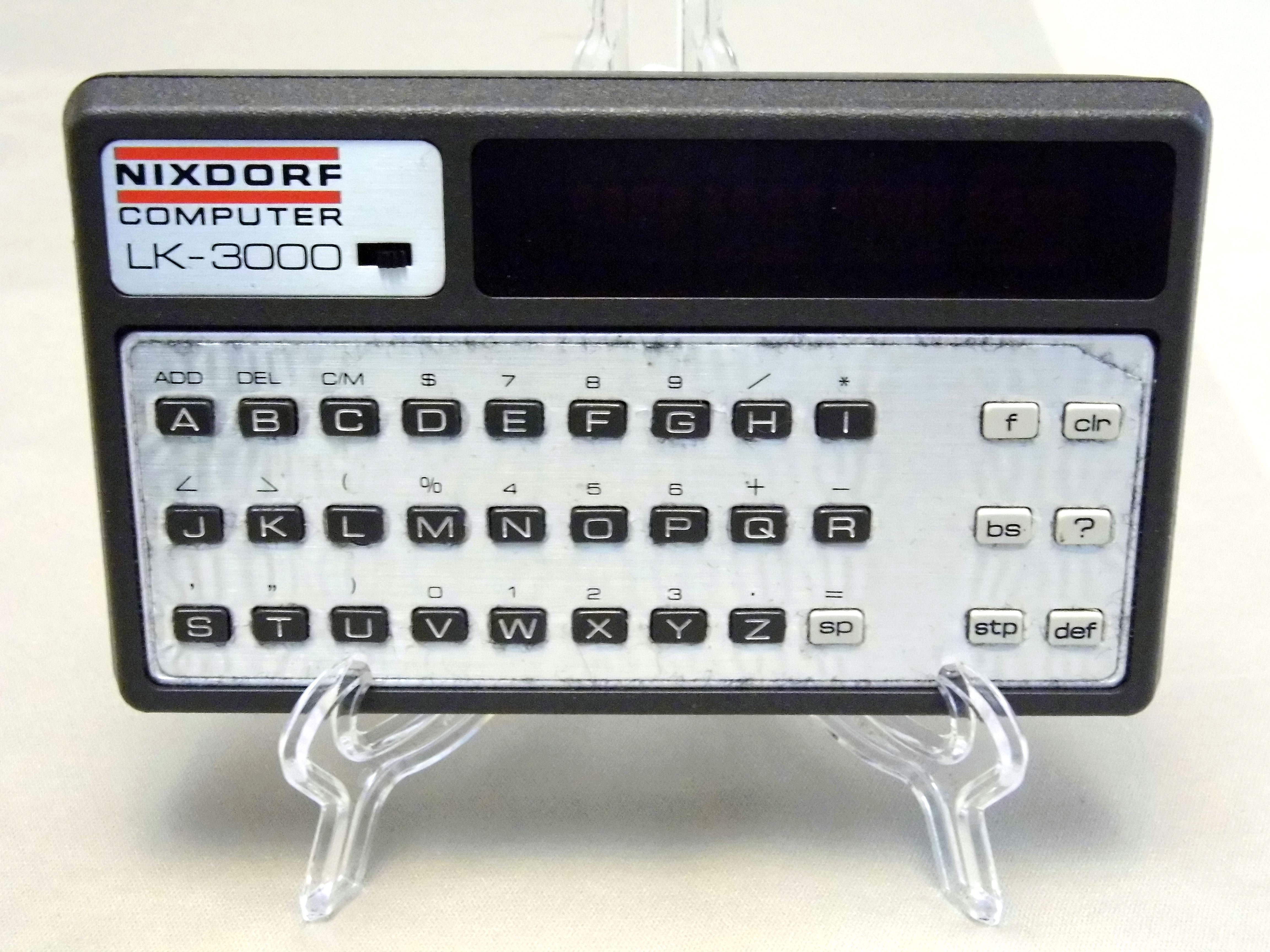
Nixdorf LK-3000 (1979)

- Nixdorf LK-3000 (1978-1980): Een zakcomputer met modules voor tekstvertaling of klantspecifieke databases. Het toestel werd oorspronkelijk ontwikkeld door de Amerikaanse firma Lexicon als vertaalcomputer. De LK-3000 beschikte zelf niet over een processor of geheugen, deze bevonden zich op de toepassingsspecifieke insteekmodules.[23]
- Targon/31 /32 /35 (vanaf 1988): Een serie van Unix-servers die gebruikt werden in de industrie en bij banken.  Alle drie de systeemfamilies draaiden AT&T Unix System V. De Targon /31- en /32-systemen waren gebaseerd op de Motorola 68000-processorfamilie en waren gepositioneerd als “kleine” servers.[24] In 1990 was het mogelijk om Microsoft Windows 3.11 als client te gebruiken met een Targon/31 als print- en bestandsserver. De Targon/32-familie is ontworpen als een fouttolerant systeem: de CPU, het geheugen en de harde schijf konden vervangen worden zonder het systeem uit te schakelen. De Targon/35 gebruikte RISC-processoren en werd gepositioneerd als een "grote" server. Het systeem was niet door Nixdorf zelf ontwikkeld maar aangekocht bij Pyramid Technology.[25]